# Бермудські Острови
Берму́дські Острови́ (англ. Bermuda Islands) — британська заморська територія в північно-західній частині Атлантичного океану, що повністю займає архіпелаг Бермудські острови (англ. Bermuda Islands, Somers Isles). Загальна площа — 54 км²; столиця і головний порт Гамільтон; з 150 малих островів, яких близько 20 ненаселені, пов'язаних мостами і дамбами; найстаріша англійська колонія; розвинений туризм, банківська справа, фармацевтична промисловість.

## Клімат
Клімат на островах теплий, м'який. Від +20 °C в січні до +30 °C в серпні. У 2011 році був поставлений рекорд +10 °C. В 2023 році, після 40 років спостереження в ході Бермудського атлантичного дослідження часових рядів (BATS), вчені помітили, що Атлантичний океан, який оточує Бермудські острови, нагрівається і втрачає кисень, а вода стає все більш солоною і кислою. Так, рівень кислотності океану зріс на 30 %, що впливає на здоров’я тварин, наприклад здатність організмів підтримувати свої раковини
.

## Політика
Конституція була прийнята 1967 року і відкоригована 1989 та 2003. Голову території, губернатора, призначає британський монарх за порадою лондонського уряду. Бермуди — повністю самокерована колонія з сенатом (11 членів) і виборною палатою (36 депутатів), які подають на затвердження губернатору прем'єра. Оборону та зовнішні зносини острів'яни залишили у руках Британії.
Губернатором від 2002 року служить сер Джон Верекер (John Vereker). У 2006 після перемоги над колишнім прем'єром Алексом Скоттом (Alex Scott) посаду прем'єра посів Евард Браун (Ewart Brown).

## Адміністративно-територіальний устрій
Бермудські Острови розділені на 9 округів та 2 муніципалітети.
| №             | Адміністративні одиниці | Площа км² | Населення, 2010, чол. | Густота, чол./км² |
| ------------- | ----------------------- | --------- | --------------------- | ----------------- |
| Округ         |                         |           |                       |                   |
| 1             | Сендіс                  | 6,7       | 7 655                 | 1142,54           |
| 2             | Саутгемптон             | 5,8       | 6 633                 | 1143,62           |
| 3             | Ворік                   | 5,7       | 8 615                 | 1511,4            |
| 4             | Пейджет                 | 5,3       | 5 702                 | 1075,85           |
| 5             | Пембрук                 | 4,7       | 10 610                | 2257,45           |
| 6             | Девоншир                | 4,9       | 7 332                 | 1496,33           |
| 7             | Сміт                    | 4,9       | 5 406                 | 1103,27           |
| 8             | Гамільтон               | 5,1       | 4 852                 | 951,37            |
| 9             | Сент-Джордж             | 7,9       | 4 679                 | 592,28            |
| Муніципалітет |                         |           |                       |                   |
| А             | Гамільтон               | 0,7       | 1 010                 | 1442,86           |
| В             | Сент-Джордж             | 1,4       | 1 743                 | 1245,86           |
| Поселення     |                         |           |                       |                   |
|               | Флеттс, Сомерсет        | 0,15      | 1 412                 | 9413,33           |
|               | Усього                  | 53,25     | 65 649                | 1232,85           |

## Історія
Острови отримали свою назву від Хуана де Бермудеса, який прибув туди в 1515 році. Англійські колоністи поселилися там в 1609 році. Індійські та африканські раби були привезені на острови в 1616 році і перевищили за кількістю білих поселенців. Расистські заворушення призвели до введення в 1977 році, на прохання уряду, англійських військ.

## Економіка
Бермудські острови мають досить потужну економіку. Завдяки тому, що на острові зареєстрована велика кількість страхових та банківських установ, а також велика кількість заможних жителів, ВВП на душу населення у 2004 році — 69,9 тис. дол. (4-е місце у світі).
За тоннажем морських суден (три мільйони брутто-реєстрових тонн) Бермуди посідають 5-е місце у світі.
У промисловості зайнято 17 % активного населення. На Бермудах працюють підприємства з ремонту суден, виготовлення човнів, фармацевтичних виробів, будівельних матеріалів.
У сільському господарстві та рибальстві зайнято 3 % працездатного населення. На островах вирощують банани, картоплю, помідори, капусту, розвинене рибальство (вилов становить близько 800 т в рік), квітникарство — орієнтовано на експорт.
80 % споживаного продовольства Бермуди вимушені ввозити з-за кордону. Ввозяться також паливо, промислові товари, одяг та будматеріали.
Основні постачальники імпорту (1,2 млрд дол. у 2008 році): Італія 26,2 %, США 18 %, Південна Корея 17,3 %, Велика Британія 8,3 %, Сінгапур 5,3 %.

### Грошова одиниця
З 1970 року бермудський фунт (був прив'язаний до курсу британського фунта — 1:1) був замінений новою грошовою одиницею — бермудським доларом (прив'язаний до курсу долара США — 1:1).

### Туризм
На островах розвинений туризм. За рік на островах відпочиває до 1.5 млн туристів. 80 відсотків з них — США. Також бувають туристи з Канади. На острів заходять тихоокеанські лайнери. На півночі головного острова є аеропорт.
Туристам не можна брати в оренду авто. Зате можна взяти скутер або скористатися громадським транспортом.

#### Режим в'їзду для громадян України
Режим в'їзду для громадян України візовий, візи оформлюються через Посольство Великої Британії в Україні.

#### Пляжі
Бермуди відомі своїми рожевими пляжами. Тисячі відвідувачів навідуються сюди щороку.

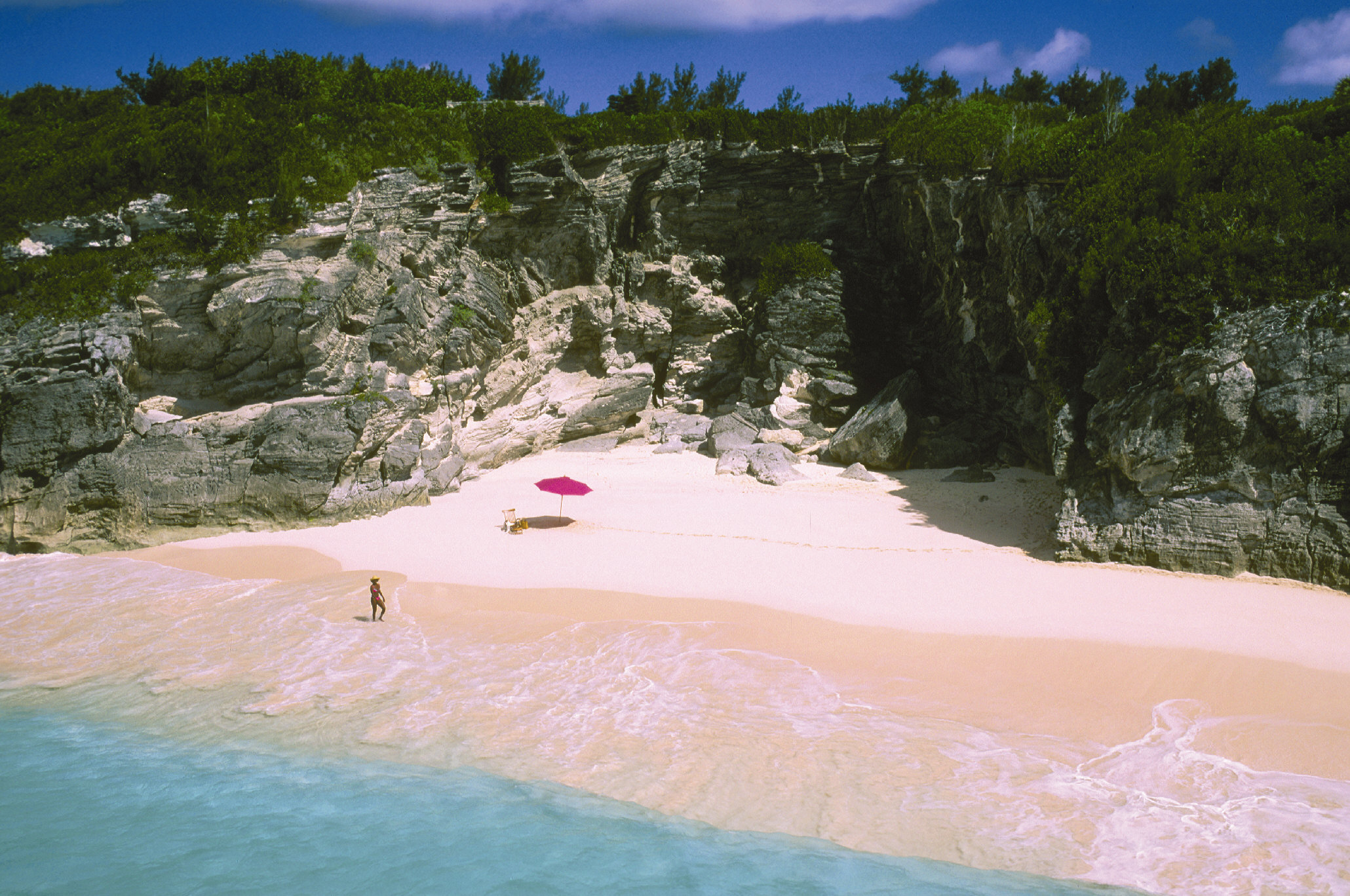
Один із Бермудських рожевих пляжів, в Аствудському парку

## Галерея

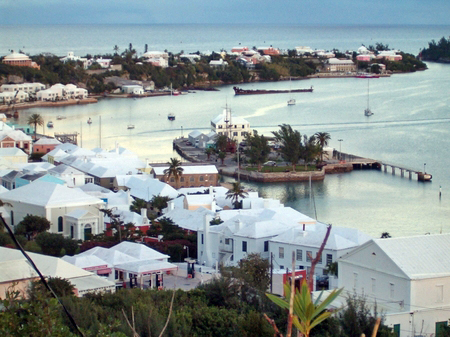
Гавань міста Сент-Джордж
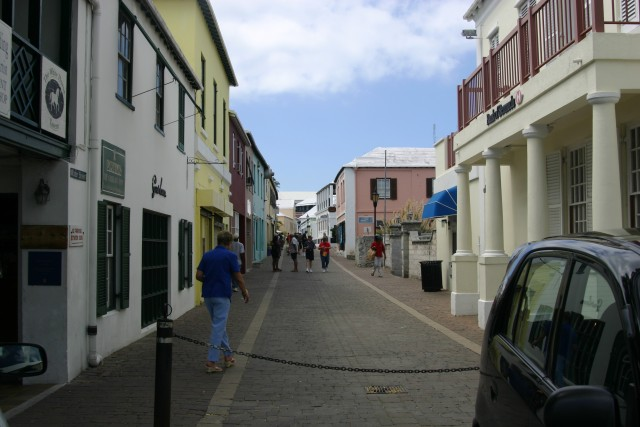
Сент-Джордж
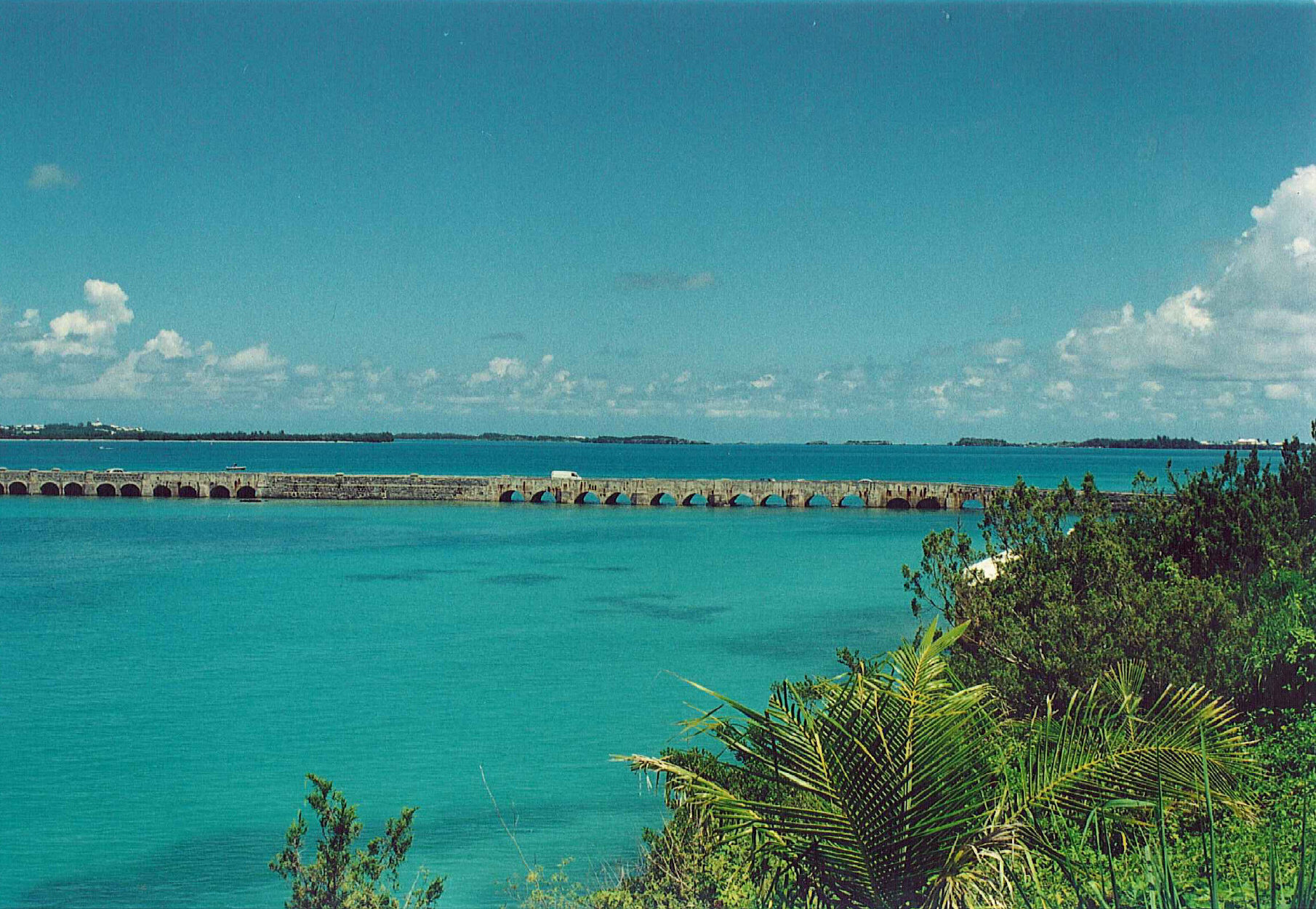
Віадук
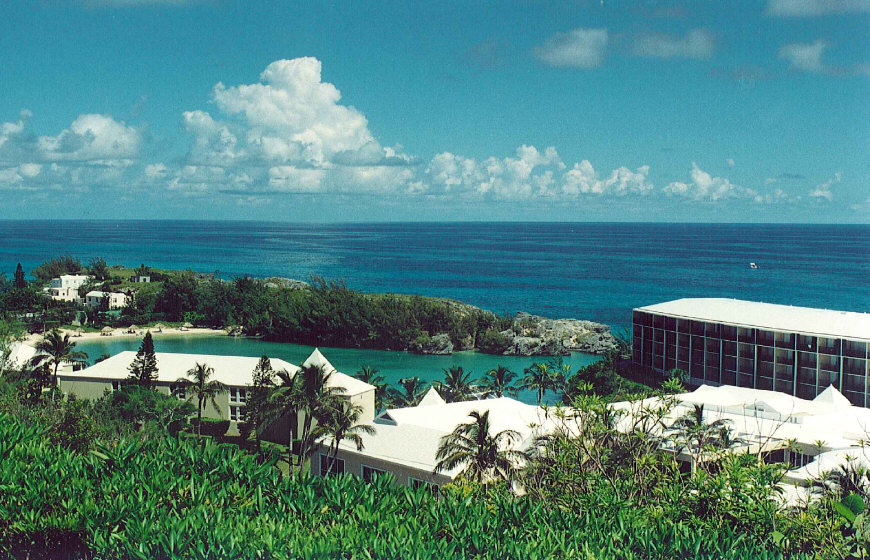
Південне узбережжя Бермуд (Затока Сінкі)
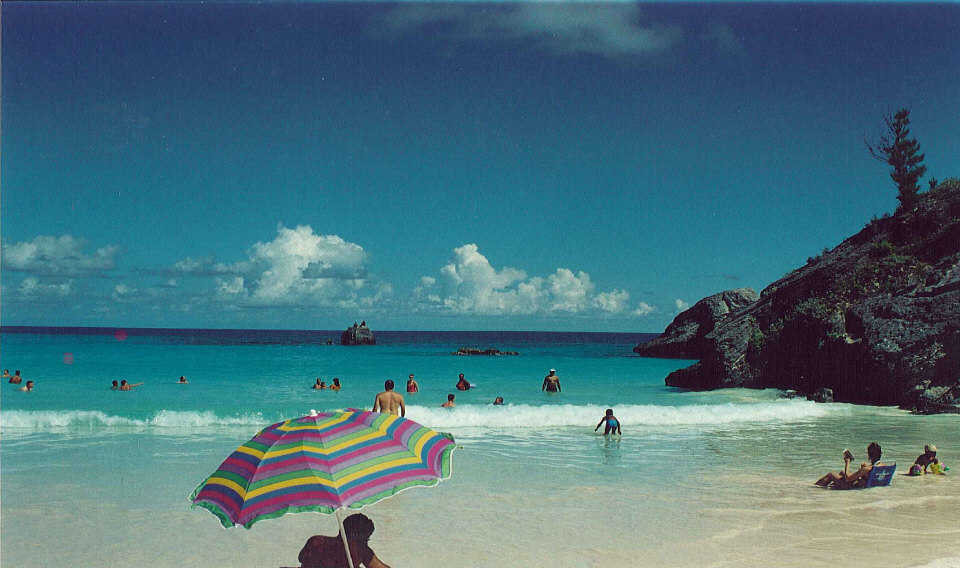
Затока Хорсшуа, один із публічних пляжів Бермуд
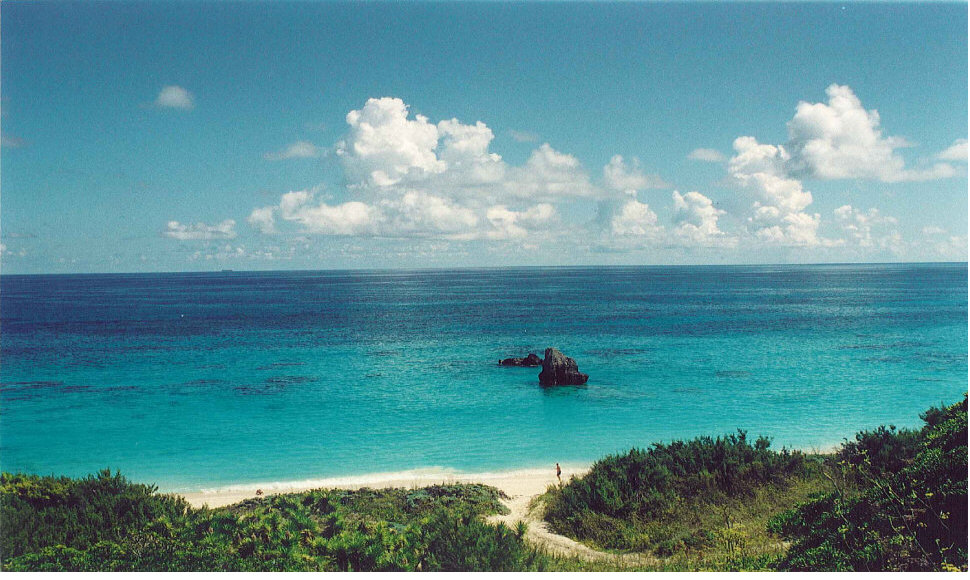
Затока Варвік
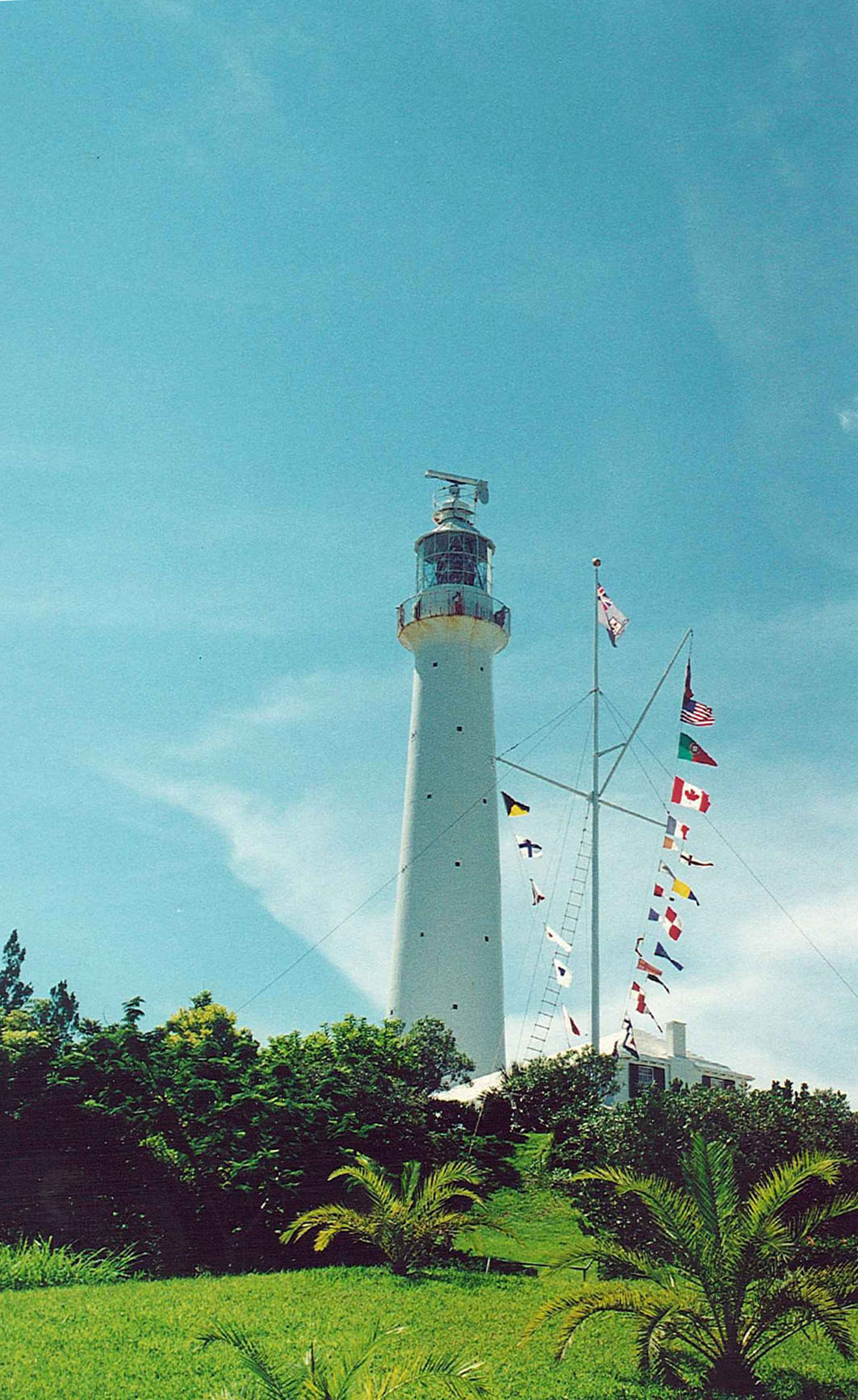
Маяк Гіббс Хіл
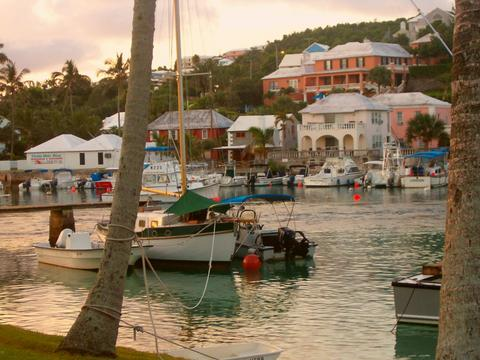
селище Флеттс, Бермуди